# شیمازو ناریئوکی
شیمازو ناری‌اوکی (به ژاپنی: 島津 斉興 Shimazu Narioki); ۱ دسامبر ۱۷۹۱ – ۷ اکتبر ۱۸۵۹) سامورایی، دایمیو پسر شیمازو نارینوبو و بیست و هفتمین رهبر خاندان شیمازو در قلمروی ساتسوما اهل ژاپن بود. وی پدر شیمازو ناری‌آکیرا، شیمازو هیسامیتسو و ایکدا ناری‌توشی بود.